# Żuraw stepowy
Żuraw stepowy (Grus virgo) – gatunek dużego ptaka wędrownego z rodziny żurawi (Gruidae). Nie jest zagrożony wyginięciem.

## Systematyka
Takson ten przez część systematyków jest wydzielany wraz z żurawiem rajskim do rodzaju Anthropoides. Nie wyróżnia się podgatunków.

## Zasięg występowania
Żuraw stepowy zamieszkuje pas od wybrzeży Morza Czarnego przez Azję Środkową aż po Mongolię i północno-wschodnie Chiny, niewielka populacja lęgowa także we wschodniej Turcji; mała populacja w północno-zachodniej Afryce (góry Atlas) wymarła w 2 połowie XX wieku. Zimuje w Afryce Subsaharyjskiej (od Czadu do Etiopii) oraz na subkontynencie indyjskim.
Do Polski zalatuje wyjątkowo (stwierdzono go zaledwie dwa razy – w 1912 i 2016 roku).

## Morfologia
WyglądBrak wyraźnego dymorfizmu płciowego. Ciało szaropopielate, głowa i szyja czarne, za okiem białe pióra tworzą charakterystyczny czub. Pióra z szyi zasłaniają pierś. Lotki drugorzędowe wydłużone. Osobniki młodociane mają krótsze lotki i czuby za okiem. Ogólnie są ciemniejsze, a pióra za okiem są szare.
Jest najmniejszym z żurawi.
Wymiary średnie
- Długość ciała ok. 90–100 cm[2], nie licząc ogona – 50–55 cm[9]
- Rozpiętość skrzydeł ok. 165–185 cm[9]
- Masa ciała ok. 2–3 kg[2]

## Ekologia i zachowanie

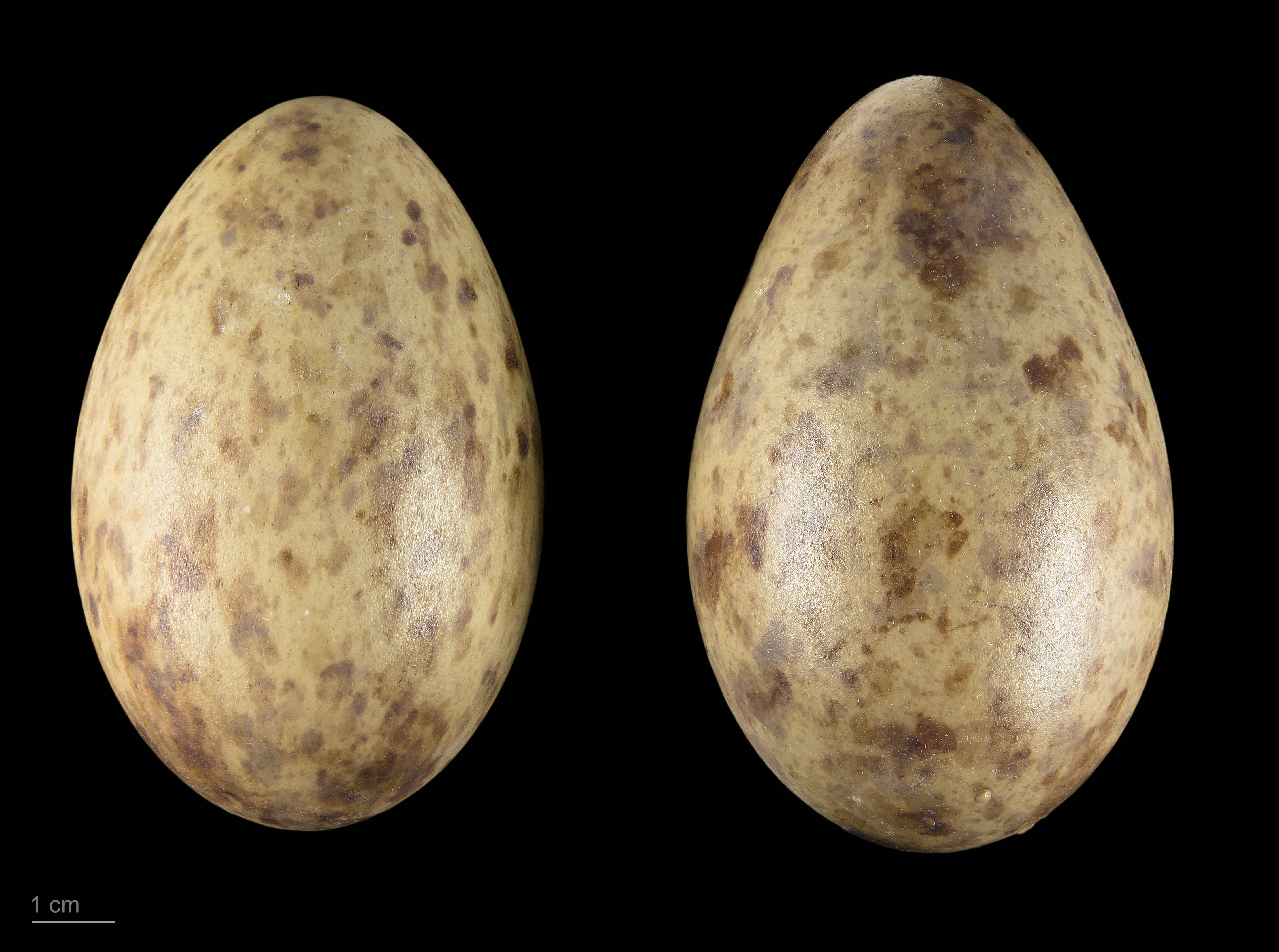
Jaja z kolekcji muzealnej

BiotopSpotykany do wysokości około 3000 m n.p.m. (w Kirgistanie). Zasiedla sawannę, stepy, nieużytki, obszary trawiaste lub kamieniste, także półpustynie i pustynie, jeśli jest dostępna woda. Kiedy gniazduje, wybiera obszary ze skupionymi w zarośla roślinami, np. ostnicą (Stipa) kostrzewą (Festuca) i Artemesia. Podczas zimowania zasiedla nagie wybrzeża jezior, innych zbiorników czy mokradeł (ogółem obszarów zwanych z hindi झील – jheel).
GniazdoNa ziemi, na suchym trawiastym lub pokrytym żwirem terenie. Niekiedy ptaki znoszą nieco roślinności lub kamyków, jednak częściej składają swoje jaja wprost na ziemi lub w wydrapanym zagłębieniu. Przeważnie żurawie stepowe umieszczają swoje gniazda 3 do 4 km od siebie.
JajaW ciągu roku wyprowadza jeden lęg, składając w maju–lipcu 2 jaja, rzadko 1 lub 3. Jaja mają wymiary około 83 na 53 mm, ważą blisko 125 g. W porównaniu do jaj żurawia zwyczajnego (G. grus), jaja żurawia stepowego cechuje raczej długi i wąski kształt.
Inkubacja, pisklętaJaja składane w odstępach 24–28 godzin, wysiadywane są od zniesienia pierwszego jaja przez okres 27–29 dni przez obydwoje rodziców. Młode po 3–4 dniach życia umieją samodzielnie pobierać pokarm. Pisklęta opierzają się po około 55–65 dniach życia, a po dwóch latach osiągają dojrzałość płciową.
PożywieniePokarm roślinny z niewielką domieszką bezkręgowców i małych kręgowców, np. jaszczurek. W trakcie wędrówek chętnie pożywia się na uprawach, np. zbóż, fasoli lub orzachy podziemnej.

## Status i ochrona
Międzynarodowa Unia Ochrony Przyrody (IUCN) uznaje żurawia stepowego za gatunek najmniejszej troski (LC – Least Concern). Liczebność światowej populacji, według szacunków organizacji Wetlands International z 2015 roku, wynosi około 230–261 tysięcy osobników. Ogólny trend liczebności populacji uznawany jest za wzrostowy, choć niektóre populacje maleją, są stabilne bądź mają nieznany trend liczebności.
W Polsce objęty ścisłą ochroną gatunkową.